# A Funk Odyssey
A Funk Odyssey es el quinto disco de estudio de la banda inglesa de funk, pop y acid jazz Jamiroquai, lanzado el 3 de septiembre de 2001 en el Reino Unido y en Estados Unidos el mismo día que los ataques a las Torres Gemelas, el 11 de septiembre.
Es uno de los álbumes de mayor éxito comercial de la banda, donde el funk y la música disco se apoderaron del grupo, dejando totalmente de lado sus raíces acid jazz. El disco cuenta con temas de varios géneros, algunos bailables como Little L y otros más suaves como Black Crow y Picture of My Life donde prima más la música acústica en la que Jay kay hace gala de su voz en un género como la Bossa Nova.
El nombre original para el álbum iba a ser 2001: A Funk Odyssey, pero se borró el 2001 porque la casa discográfica no quería una fecha en el título.
Es el último álbum con el tecladista Toby Smith, quien se retira para dedicarse a su familia. En su reemplazo llega Matt Johnson.

## Lista de canciones
1. Feel So Good - 05:22
2. Little L - 04:56
3. You Give Me Something - 03:24
4. Corner of The Earth - 05:40
5. Love Foolosophy - 03:46
6. Stop! Don't Panic - 04:34
7. Black Crow - 04:04
8. Main Vein - 05:06
9. Twenty Zero One - 05:16
10. Picture Of My Life - 04:12
11. So good to feel real! - 02:08

- Datos: Q1941092